# Ісраель Кейсар
Ісраель Кейсар (івр. ישראל קיסר, прізвище при народженні Кессар-Ельхакам; 20 травня 1931, Сана, Ємен — 8 вересня 2019, Холон) — ізраїльський профспілковий діяч і політик. З 1984 по 1992 рік — генеральний секретар Гістадруту (Загальної федерації профспілок Ізраїлю), з 1984 по 1996 рік — депутат кнесету від блоку «Маарах» і партії «Га-Авода», у 1992—1996 роках — міністр транспорту Ізраїлю.

## Біографія
Народився 1931 року в Сані (Ємен) в сім'ї торговців Кессар-Ельхакамів і через два роки з сім'єю перебрався до Палестини. Після закінчення гімназії займався в учительській семінарії «Бейт-ха-Керем» у Єрусалимі. Військову службу закінчив у званні капітана. 1956 року здобув перший ступінь з соціології та економіки в Єврейському університеті в Єрусалимі. 1972 року здобув ступінь магістра в Тель-Авівському університеті з підсумковою роботою на тему «Історія робітничого руху». В Ізраїлі змінив прізвище на Кейсар.
З 21 року був членом партії «Мапай», що стояла на позиціях соціалістичного сіонізму. У 23 роки обраний до закритого секретаріату партії. 1960 року призначений помічником і радником міністра праці Гіори Йосефталя, з 1961 по 1966 року — головний радник з питань працевлаштування в міністерстві праці. 1966 року перейшов на роботу у Гістадрут (Загальну федерацію профспілок Ізраїлю). До 1971 року керував у Гістадруті відділом кадрів і відділом молоді та спорту; з 1972 по 1977 рік — скарбник Гістадруту, з 1977 по 1984 рік — голова відділу професійних об'єднань і заступник генерального секретаря Гістадруту. 1978 року обраний до Центрального комітету партії «Авода».
1984 року обраний на посаду генерального секретаря Гістадрута. Відповідно до статуту партії «Авода», ця посада гарантувала йому депутатське місце у кнесеті 11-го скликання. Як генеральний секретар Гістадруту 1985 року підтримав програму боротьби з інфляцією, розроблену урядом Шимона Переса і міністерством фінансів на чолі з Іцхаком Модаї, але водночас вів боротьбу проти різкого зниження реального рівня доходів трудящих. Грав помітну роль у залученні до лав Гістадруту працівників-арабів; за його участі 1984 року відкрили Інститут єврейсько-арабських відносин при навчальному центрі «Бейт-Берл».
1992 року, напередодні виборів до Кнесету 13-го скликання, Кейсар в рамках перших в історії партії «Авода» праймеріз виставив свою кандидатуру на пост лідера партії. У боротьбі з Іцхаком Рабином, Шимоном Пересом і Орой Намір отримав близько 20 % голосів членів партії. Після перемоги на виборах Рабин, який очолив уряд, призначив Кейсара віцепрем'єр-міністром і міністром транспорту. У зв'язку з призначенням на посаду міністра залишив посаду генерального секретаря Гістадрута, яку обійняв Хаїм Хаберфельд. Посаду міністра транспорту Кейсар зберіг і після вбивства Рабина, в уряду Переса. У період його керівництва Міністерством була запущена низка масштабних проєктів з розвитку інфраструктури. Серед цих проєктів — прокладка під Єрусалимом транспортного тунелю, через який з півночі на південь міста пройшло Шосе 4; затвердження проєкту мережі тунелів під горою Кармель; розширення шосе Аялон в Гуш-Дані; модернізація Міжнародного аеропорту імені Бен-Ґуріона; створення марин в Герцлії й Ашкелоні. За Кейсара також почали роботу радіостанції «Гальгалац» і «Коль ха-дерех», що розповідали зокрема про ситуацію на дорогах країни.
У 64 роки пішов з політики, відмовившись від участі у виборах до кнесету 14-го скликання, але продовжував громадську діяльність у рамках товариства з вивчення спадщини єменських євреїв. Помер у вересні 2019 року у віці 88 років у лікарні «Вольфсон» у Холоні від ускладнень після пневмонії, залишивши по собі сина Авішая та доньку Реуму. Похований на цвинтарі «Ганей Естер» у Рішон-ле-Ціоні.